# 维也纳人文科学研究所
维也纳人文科学研究所（Institut für die Wissenschaften vom Menschen, IWM）是一所位於奧地利維也納的獨立的人文和社會科學高級研究機構。

## 简介
研究所由波蘭哲學家克日什托夫·米歇尔斯基於1982年創立，他一直擔任所長，直至2013年2月去世。自2015年以來，日内瓦国际关系及发展高等学院美国出生的印度社會人類學和社會學教授沙利尼·兰德里亚擔任所长。研究所致力於提出新的且經常有爭議的社會相關主題，為廣泛的政治、社會、經濟和文化問題的辯論做出貢獻，促進來自不同領域、社會和文化的學者和知識分子之間的國際交流和對話，尤其是來自東歐和西歐的學者和知識分子，也有北美、東南歐和後蘇聯國家的研究人員。